# Asociación de Industrias de la República Dominicana
Asociación de Industrias de la República Dominicana (AIRD), de "industriële vereniging van de Dominicaanse Republiek" werd op 7 april 1962 opgericht om het regionale beleid van de drie regio's Cibao, Occidental en Sur in goede banen te leiden.

## Oprichting
Sinds haar oprichting is de AIRD actief op zoek naar mogelijkheden om het regionaal beleid, autonoom in relatie tot hun respectieve regio's, te verdedigen en oplossingen aan te dragen voor alles met betrekking tot de industriële gang van zaken in de respectieve gebieden.
Volgens de mededeling van oprichting van de AIRD, gepubliceerd in de krant El Caribe op 8 november 1962, zal in elk van de drie regio's de regionale raad bestaan uit ten minste een voorzitter, vicevoorzitter, penningmeester, secretaris en drie representatieve leden van de verschillende provincies in die regio.

## Eerste resultatenonderzoek
Het eerste onderzoek van 29 oktober 1962 heeft uitgewezen dat er al meer dan 200 bedrijven lid waren van de associatie, wat aangeeft dat zij in een behoefte voorzag en een snelle groei doormaakte sinds de start op 7 april 1962.
Bij gelegenheid legde men uit dat de begroting van het regionaal beleid voor 75% door de lidmaatschapskosten werd gedragen en slechts 25 procent van de kosten resteerde voor rekening van het nationaal budget.

## Ontwikkeling
De AIRD is in de loop der jaren sterk gegroeid en is nu ook het centrale orgaan voor de verschillende specifieke verenigingen die plaatselijk, provinciaal, regionaal en landelijk opereren. Het heeft niet meer alleen een industrialiserende doelstelling, maar meer een coördinerende rol met directe lijnen naar de overheid en werkt nu ook op vele andere vlakken die verband houden met de primaire doelstelling, zoals bijvoorbeeld energie, milieu, en sociale aspecten.